# Astrid Harzbecker
Astrid Harzbecker (née le 8 décembre 1965 à Riesa) est une chanteuse allemande.

## Biographie
Harzbecker apprend pendant son enfance le chant, la guitare et le piano. En 1985, elle étudie les musiques de danse et légère à l'École supérieure de musique et de théâtre Felix Mendelssohn Bartholdy de Leipzig et obtient un diplôme de professeur.
En 1991, elle participe au Herbert-Roth-Festival avec la chanson Oh Maria, schütz die Berge dont elle a écrit les paroles. La chanson est son premier succès et a un disque de platine. En 1992, elle remporte le Krone der Volksmusik du meilleur espoir féminin. En raison de sa voix caractéristique, elle est parfois comparée à la chanteuse Alexandra.
En 1996, elle est présente à la sélection pour la finale du Grand Prix der Volksmusik 1996 avec Gondoliere qu'elle a écrite. En 2000, elle est première de la sélection allemande avec Wie eine schöne Sinfonie, mais finit ensuite à l'avant-dernière place.

## Discographie
- 2000 : Das Beste der Volksmusik
- 2000 : Amore Titanic
- 2002 : Erstes Morgenrot
- 2002 : Sehnsucht
- 2003 : Auf der Suche nach Liebe
- 2005 : Lass den Sommer in dein Herz
- 2007 : Drei weiße Perlen
- 2011 : Und ewig ruft die Liebe